# 니콜라스 (가수)
니콜라스(본명: 왕이샹, 중국어 정체자: 王奕翔, 병음: Wáng Yìxiáng, 주음 부호: ㄨㄤˊ ㄧˋ ㄒㄧㄤˊ, 한자음: 왕혁상, 2002년 7월 9일~)은 대한민국, 일본에서 활동 중인 타이완의 가수다.
현재 하이브의 일본 자회사인
하이브 레이블즈 재팬의 앤팀(&TEAM)에 소속되어 정식으로 데뷔하였다.

## 학력
- 리린초등학교(新北市林口區麗林國民小學)(졸업)
- 린커우중학교(新北市林口區林口國民中學)(졸업)
- 장경 고등학교 공연예술학과 (莊敬高職 表演藝術科)(휴학)

## 출연 작품

### 영화
- 2019년 - 아호,나의 아들(중국어:陽光普照) (단역)

### 텔레비전 프로그램
- 2020년 - 엠넷 I-LAND 참가자[2]
- 2022년 - &AUDITION - The Howling -(영어판) 참가자